# 안드레스 벨렝코소
안드레스 벨렝코소(Andrés Velencoso, 1978년 3월 11일 ~ )는 스페인의 남자 모델이다.